# May Warden
May Warden, född 9 maj 1891 i Leeds, död 5 oktober 1978 i London, var en brittisk skådespelare. Hon medverkade mest i olika TV-serier, men är utanför sitt hemland mest känd för rollen som Miss Sophie i Grevinnan och betjänten, en roll som hon övertog från sin dotter Audrey Maye.